# Yangpyeong
Yangpyeong es un condado en la provincia de Gyeonggi, Corea del Sur.

## Clima
| Parámetros climáticos promedio de Yangpyeong (1981–2010) | Parámetros climáticos promedio de Yangpyeong (1981–2010) | Parámetros climáticos promedio de Yangpyeong (1981–2010) | Parámetros climáticos promedio de Yangpyeong (1981–2010) | Parámetros climáticos promedio de Yangpyeong (1981–2010) | Parámetros climáticos promedio de Yangpyeong (1981–2010) | Parámetros climáticos promedio de Yangpyeong (1981–2010) | Parámetros climáticos promedio de Yangpyeong (1981–2010) | Parámetros climáticos promedio de Yangpyeong (1981–2010) | Parámetros climáticos promedio de Yangpyeong (1981–2010) | Parámetros climáticos promedio de Yangpyeong (1981–2010) | Parámetros climáticos promedio de Yangpyeong (1981–2010) | Parámetros climáticos promedio de Yangpyeong (1981–2010) | Parámetros climáticos promedio de Yangpyeong (1981–2010) |
| Mes                                                      | Ene.                                                     | Feb.                                                     | Mar.                                                     | Abr.                                                     | May.                                                     | Jun.                                                     | Jul.                                                     | Ago.                                                     | Sep.                                                     | Oct.                                                     | Nov.                                                     | Dic.                                                     | Anual                                                    |
| -------------------------------------------------------- | -------------------------------------------------------- | -------------------------------------------------------- | -------------------------------------------------------- | -------------------------------------------------------- | -------------------------------------------------------- | -------------------------------------------------------- | -------------------------------------------------------- | -------------------------------------------------------- | -------------------------------------------------------- | -------------------------------------------------------- | -------------------------------------------------------- | -------------------------------------------------------- | -------------------------------------------------------- |
| Temp. máx. media (°C)                                    | 2.3                                                      | 5.8                                                      | 11.7                                                     | 19.2                                                     | 24.4                                                     | 28.1                                                     | 29.4                                                     | 30.2                                                     | 26.4                                                     | 20.3                                                     | 11.8                                                     | 4.6                                                      | 17.9                                                     |
| Temp. media (°C)                                         | -3.4                                                     | -0.4                                                     | 5.2                                                      | 12.1                                                     | 17.6                                                     | 22.1                                                     | 24.7                                                     | 25.0                                                     | 20.3                                                     | 13.1                                                     | 5.6                                                      | -1.1                                                     | 11.7                                                     |
| Temp. mín. media (°C)                                    | -8.5                                                     | -6.0                                                     | -0.8                                                     | 5.2                                                      | 11.3                                                     | 16.8                                                     | 21.0                                                     | 21.2                                                     | 15.7                                                     | 7.8                                                      | 0.4                                                      | -5.9                                                     | 6.5                                                      |
| Precipitación total (mm)                                 | 20.6                                                     | 27.5                                                     | 45.1                                                     | 71.8                                                     | 101.9                                                    | 155.7                                                    | 429.4                                                    | 350.0                                                    | 180.8                                                    | 41.4                                                     | 37.8                                                     | 16.6                                                     | 1478.6                                                   |
| Días de precipitaciones (≥ 0.1 mm)                       | 6.5                                                      | 5.0                                                      | 7.2                                                      | 7.5                                                      | 8.3                                                      | 9.7                                                      | 14.8                                                     | 15.3                                                     | 8.3                                                      | 5.8                                                      | 6.9                                                      | 6.3                                                      | 101.6                                                    |
| Horas de sol                                             | 172.6                                                    | 175.2                                                    | 208.5                                                    | 215.4                                                    | 232.6                                                    | 208.0                                                    | 163.1                                                    | 184.9                                                    | 187.3                                                    | 198.6                                                    | 159.7                                                    | 164.9                                                    | 2291.0                                                   |
| Humedad relativa (%)                                     | 66.5                                                     | 61.8                                                     | 59.3                                                     | 57.3                                                     | 65.1                                                     | 70.5                                                     | 78.9                                                     | 78.9                                                     | 77.0                                                     | 74.9                                                     | 70.4                                                     | 68.4                                                     | 69.1                                                     |
| Fuente: Korea Meteorological Administration              |                                                          |                                                          |                                                          |                                                          |                                                          |                                                          |                                                          |                                                          |                                                          |                                                          |                                                          |                                                          |                                                          |